# Charles Frederick Worth
Charles Frederick Worth (Bourne, 13 de outubro de 1825 – Paris, 10 de março de 1895) foi um costureiro inglês do século XIX. É considerado o "Pai da alta-costura".

## História
Em sua juventude, Worth trabalhou como aprendiz na casa Swan & Edgar (alfaiataria masculina) em Londres.
Em 1845, aos 20 anos, mudou-se para Paris, trabalhando para a empresa Lewis and Allenby. Por conta desta experiência, Worth pôde manter contato com diversos materiais têxteis e viajar para a França, o que o levou a desejar residir no país e a trabalhar com vestuário feminino.
Logo, em 1848, conseguiu um emprego como vendedor de tecidos na empresa Gagelin et Obigez, que operava com o comércio têxtil. Coma influência de Worth, logo a casa passou a trabalhar com alfaiataria masculina e, em seguida, moda feminina (inicialmente diurna e, logo após, de festa). Neste período, implantou desfiles com modelos humanas, das quais uma delas, Marie Vernet, tornou-se mais tarde sua esposa.
Em 1855, ganhou o primeiro prêmio na Exposição de Paris, com um vestido criado para uma dama da corte.
Em 1858 começou a trabalhar como costureiro em sociedade com um sueco chamado Otto Bobergh, abrindo a casa Worth et Bobergh. Seu talento como estilista chamou a atenção da imperatriz Eugénia, esposa de Napoleão III, e, através dela, de toda a alta sociedade parisiense.
Após a Guerra Franco-Prussiana (1870-1871), durante a qual ele transformou a própria casa em hospital militar, o sócio se retirou e ele continuou o negócio com a ajuda dos filhos, John e Gaston, ambos naturalizados franceses. Em seu apogeu, a Maison Worth chegou a empregar 1 200 pessoas e ditou os padrões da moda de toda a Europa.

## A Casa Worth
A casa de alta-costura de mais prestígio em Paris no início do século era a Casa Worth (nessa época nas mãos do filho do fundador, Jean-Phillipe e Gaston). A Worth vestia uma elite rica, que incluía a realeza européia (como a imperatriz Eugénia da França e Isabel, imperatriz da Áustria), herdeiras estadunidenses e atrizes famosas. 
Suas criações do início da década eram ostensivamente caras, e às vezes tinham uma exuberância quase vulgar, que as anunciava como modelos da Worth e as identificava quem as vestia como mulheres associadas à riqueza e poder. 
Charles Worth implantou uma série de inovações no ramo da moda, como a afixação de etiquetas nas peças, para identificação da Casa Worth, a criação de coleções sazonais e a utilizações de modelos reais para demonstração de suas peças. Também foi o idealizador da haute couture (alta costura). 

## Morte e legado
Apesar de ainda ativo na criação e negócios, em 1895 Charles Worth falece após sucessivos problemas de saúde.
Seus filhos, Gaston-Lucien (1853-1924) e Jean-Philippe (1856-1926) assumiram os negócios de seu pai após sua morte e conseguiram manter seus altos padrões. Os desenhos de Jean-Philippe, em particular, seguem a estética de seu pai, com o uso de tecidos dramáticos e guarnições luxuosas. A casa floresceu durante o mandato dos filhos e nos anos 1920.
A grande dinastia da moda finalmente chegou ao fim em 1952, quando o bisneto de Charles Frederick Worth, Jean-Charles (1881-1962), se aposentou dos negócios da família.
Em 2003, o nome comercial e propriedade intelectual da marca foram comprados pelo empresário Martin McCarty, com coleções lançadas em 2011, 2012 e 2013.

## Worth no Brasil
Atualmente, os raros vestidos remanescentes da Casa Worth são protegidos em alguns acervos pertencentes a museus na Europa e Estados Unidos.

No Brasil existe um acervo com peças originais da Casa Worth, que pertenceu à financista Eufrásia Teixeira Leite. Estas peças foram preservadas como herança e mantidas em sua casa, hoje Museu Casa da Hera, situado no interior do estado do Rio de Janeiro.